# 台北航運
台北航運股份有限公司，簡稱台北航運，是中興巴士集團成員，專營海上客運（藍色公路）業務。

## 航線
- 淡水老街—八里左岸
- 淡水老街—漁人碼頭
- 八里左岸—漁人碼頭
- 淡水老街—關渡碼頭
- 八里左岸—關渡碼頭

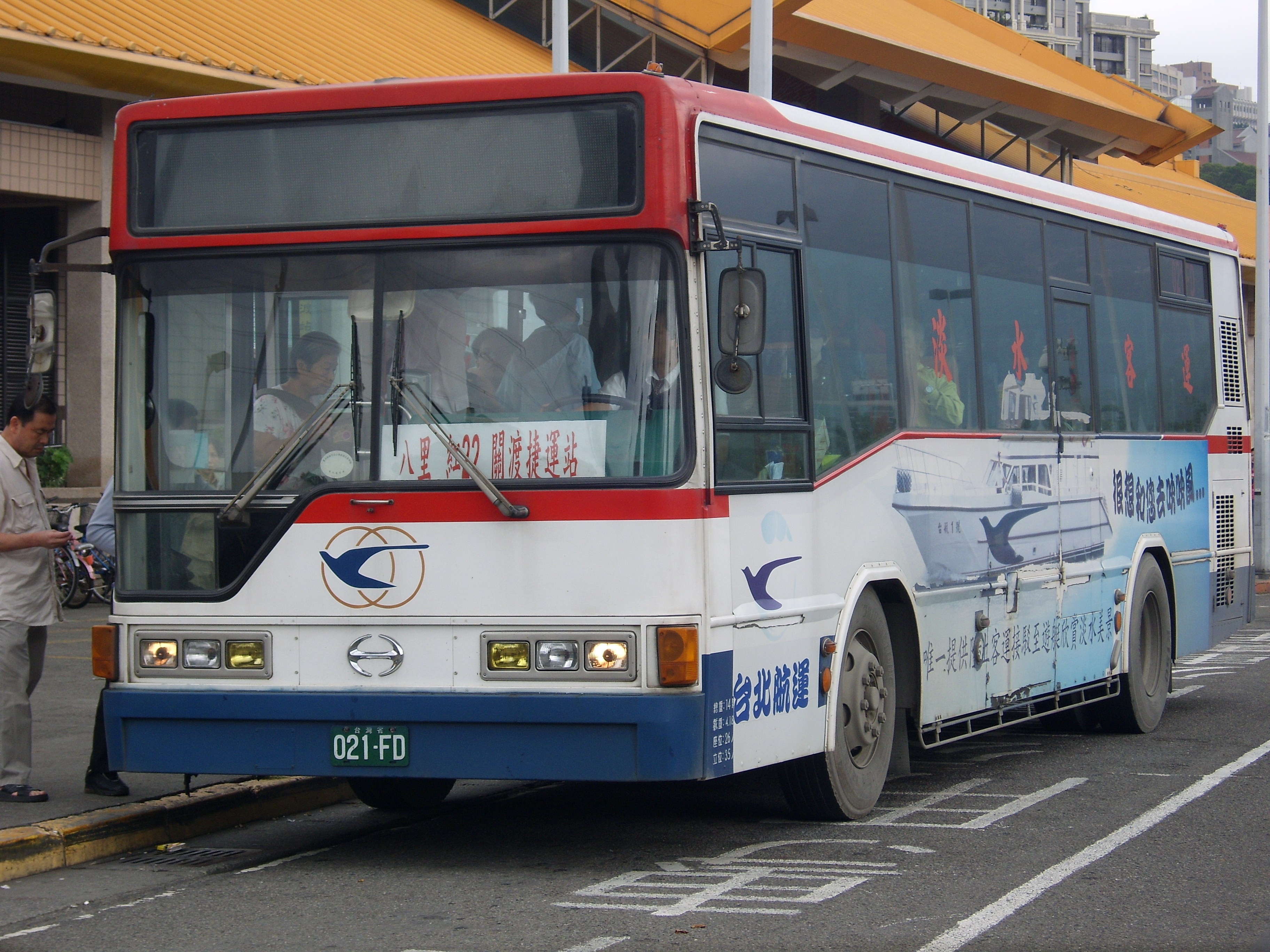
淡水客運的2003年HINO ERK2JML大客車車身貼上台北航運的廣告

2008年1月1日，使用悠遊卡股份有限公司發行的悠遊卡加入票證營運；在競爭對手順風航業於同年2月跟進前，為唯一一家跨入電子收費的藍色公路業者。
2015年2月，開放一卡通搭乘本公司船班。
2020年時，該公司主要營運淡水老街—漁人碼頭，平日班距為1小時，1天14班來回；假日班距為30分鐘，1天約26班來回。當時由於遭遇2019冠状病毒病疫情，營收入不敷出，故向新北市政府交通局申請暫停平日航線，僅保留周五、六、日3天營業。

## 外部連結
- 台北航運 （页面存档备份，存于）
- 中興巴士集團（页面存档备份，存于）